# Rockhill (Pennsylvanie)
Pour les articles homonymes, voir Rockhill.
Rockhill ou Rockhill Furnace est un bourg (borough en anglais) situé dans le comté de Huntingdon en Pennsylvanie aux États-Unis. En 2000, il avait une population de 414 habitants. Bien que la communauté ait longtemps été connue sous le nom de « Rockhill Furnace », son nom officiel a toujours été Rockhill.